# Hotchkiss Monceau

L'Hotchkiss Monceau est une voiture de luxe produite en 1954 par le constructeur automobile français Hotchkiss et dessinée par Henri Chapron. Basée sur l'Hotchkiss Anjou, elle est présentée en 1954. C'est le tout dernier modèle de chez Hotchkiss et elle n’est finalement pas commercialisée (seuls les 2 prototypes construits pour le salon de l’automobile 1953 seront vendus).
Un coupé deux portes est également présenté, sous le nom d'Hotchkiss Agay.